# 21346 Marieladislav
21346 Marieladislav este un asteroid din centura principală de asteroizi.

## Descriere
21346 Marieladislav este un asteroid din centura principală de asteroizi. A fost descoperit pe 9 martie 1997 la Observatorul din Ondřejov de Petr Pravec. Asteroidul prezintă o orbită caracterizată de o semiaxă mare de 2,61 ua, o excentricitate de 0,15 și o înclinație de 15,4° în raport cu ecliptica.